# Boesenbergia kerbyi
Boesenbergia kerbyi är en enhjärtbladig växtart som beskrevs av Rosemary Margaret Smith. Boesenbergia kerbyi ingår i släktet Boesenbergia och familjen Zingiberaceae. Inga underarter finns listade i Catalogue of Life.